# Fossoyeur
Fossoyeur est un métier du secteur des pompes funèbres consistant à travailler dans un cimetière. Le fossoyeur participe aux inhumations en creusant les fosses et en y introduisant les défunts dans les tombes. Il procède également aux exhumations, aux ouvertures et fermetures des caveaux et des cases des columbariums. Ils sont aussi chargés d'activités secondaires : entretien des chemins du cimetière et des tombes, travaux de jardinage.

## Historique
Ce métier était mal considéré en France d’Ancien Régime, il était d'habitude confié à une certaine catégorie de population mise à l’écart, les cagots. Dans ce pays, les fossoyeurs actuels sont employés par les communes et font partie de la fonction publique territoriale.

## Fossoyeurs imaginaires
- The Undertaker, catcheur professionnel (le terme Undertaker signifie d'ailleurs fossoyeur en anglais).
- Pierre Tombal, personnage principal de la bande dessinée homonyme.
- Monsieur Marcel, dans la chanson du même nom, écrite, composée et interprétée par Renan Luce : un fossoyeur narcoleptique.
- Le Fossoyeur est une créature du jeu vidéo Halo, chef d'une espèce de parasite (flood). Il dépasse les 80 mètres de long.
- Le Fossoyeur (The Gravedigger en anglais) est un des principaux antagonistes de la série Bones, un ravisseur en série qui enterre ses victimes vivantes avant de réclamer une rançon à la famille.
- Fossoyeur (rappeur français) est un artiste originaire de Courbevoie (en France), connu dans le milieu underground, il s'est notamment fait remarquer par son album commun avec Freeman (ancien membre du groupe IAM) et à travers ces nombreux projets (albums et mixtapes).
- Yorick, un champion du jeu League of Legends
- Igor le fossoyeur, dans plusieurs jeux de The Legend of Zelda
- Undertaker, fabuleux faucheur légendaire dans la série Black Butler de Yana Toboso
- Grobari (en cyrillique Гробари, « fossoyeur »), groupe d'ultras du Partizan Belgrade
- Le fossoyeur de God Of War, qui se révélera plus tard être le père de Kratos, Zeus
- La mort
- Aatrox, un champion de League of legends , est aussi connu sous le nom de Fossoyeur des mondes, ce qui est aussi le nom de sa capacité ultime.
- Undertaker, nom de code de Shinei Nozen dans l'armée de la République de San Magnolia dans le light-novel 86: Eighty-Six.
- Le Fossoyeur, personnage incarné par François Theurel dans l'émission de cinéma sur youtube, Le fossoyeur de films.

## Dans la littérature
« C'est le tango des joyeux militaires, des gais vainqueurs de partout et d'ailleurs, c'est le tango des fameux va-t-en-guerre, c'est le tango de tous les fossoyeurs », Les Joyeux bouchers, Boris Vian.
« Fossoyeur, il est beau de contempler les ruines des cités ; mais il est plus beau de contempler les ruines des humains ! », Les Chants de Maldoror, Comte de Lautréamont

## Dans la chanson
- Le Fossoyeur, chanson de La Mauvaise Réputation, le premier album de l'auteur-compositeur-interprète Georges Brassens, sorti en novembre 1952.

- Monsieur Marcel, chanson n°7 de l'album Repenti de l'auteur-compositeur-interprète Renan Luce, sorti en septembre 2006 narre la vie d'un fossoyeur narcoleptique.

## Dans les séries
Dans la série Prison Break, Fernando Sucre devient fossoyeur durant la saison 3 à la prison de Sona, au Panama.